# Moraxella
Moraxella je rod bakterija iz razreda Gammaproteobacteria, porodice Moraxellaceae.
Organizmi iz ovog roda su oblikom kratki štapići, kokobacili ili diplokoki, oksidaza-pozitivni i katalaza-pozitivni. Vrsta Moraxella catarrhalis je klinički najvažnija vrsta ovoga roda, koja može uzrokovati bolesti dišnog sustava. 
Bakterije roda Moraxella su dobila ime po švicarskom oftalmologu Victor Morax, koji je otprilike u isto vrijeme kada i njemački oftalmolog Theodor Axenfeld opisao jednu od bakterija ovog roda (kasnije nazvanu Moraxella lacunata) kao uzročnika konjuktivitisa. 